# Миссионерская позиция

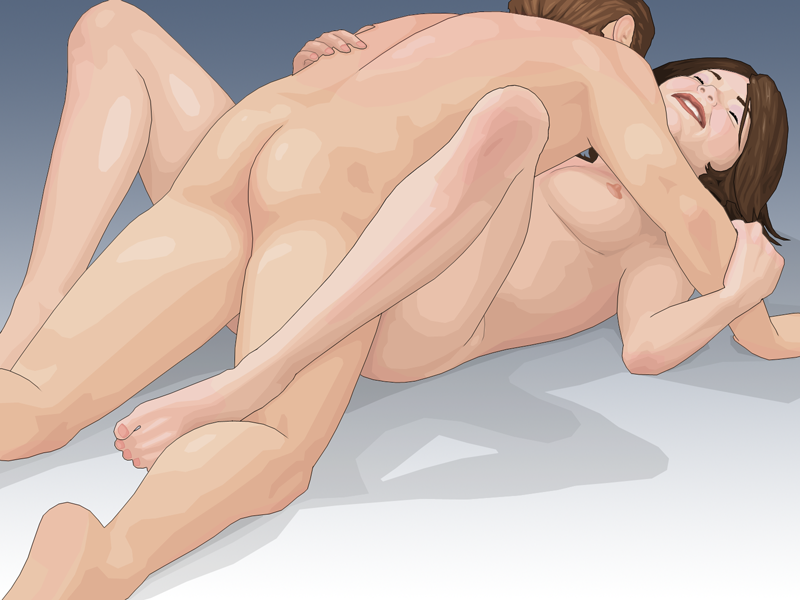
Базовое положение

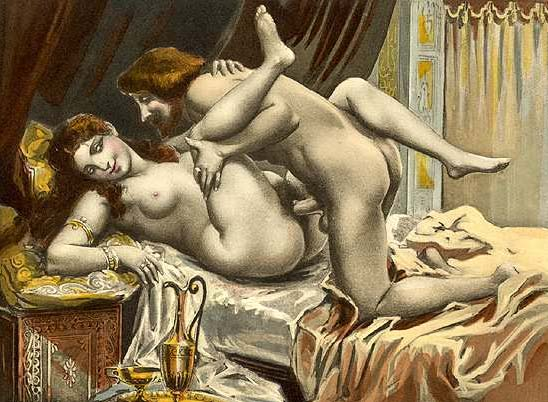
Иллюстрация Эдуара Анри Авриля

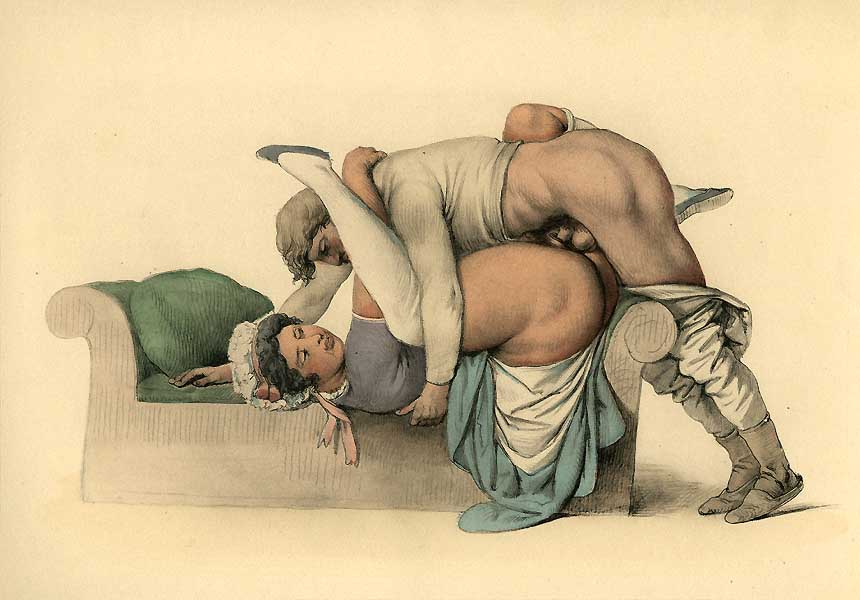
Иллюстрация Иоганна Непомука Гейгера

Миссионе́рская пози́ция — одна из наиболее популярных сексуальных позиций.
В классическом варианте мужчина находится сверху, между раздвинутых ног лежащей на спине женщины.

## Термин

### Происхождение
По основной версии, своим названием позиция обязана христианским миссионерам: в течение долгого времени католическая церковь считала этот способ секса единственно благопристойным. Ни христианство, ни ислам напрямую не запрещают иные сексуальные позы. Однако, из-за общего весьма сложного отношения церкви к сексу, всё, что выходит за рамки позиции «мужчина сверху», стало считаться греховным. Первые европейские миссионеры, появившиеся среди племён тихоокеанских островов, обратили внимание, что туземцы при сексе используют неортодоксальные позы. Шокированные миссионеры заявили, что только позиция «лицом к лицу, мужчина сверху» приемлема для христиан, а прочие, «заимствованные от зверей», — греховны.
По другой версии, выражение было создано туземцами, впервые заставшими в этой (для них необычной) позе самих миссионеров. Эта версия не противоречит миссионерскому целибату, так как значительная часть миссионеров была англиканами и лютеранами, а не католиками.
Считается, что первым о таком названии позы узнал от туземцев островов Тробриан английский этнограф Бронислав Малиновский в сороковых годах XX века, и благодаря ему данный термин распространился. Сам же термин «миссионерская позиция» получил распространение примерно между 1945 и 1965 годами.

### Другие названия
В Древней Руси позиция называлась «на коне» (иногда также по пословице «Живот на живот — всё заживёт»). В современное время среди других названий данной позиции распространены: «позиция номер один», «классическая», «стандартная», «бутерброд», или даже «рабоче-крестьянская».

## История

### Россия
В Древней Руси, где сексуальные позиции строго регламентировались, единственной «правильной» позицией была миссионерская. «Эта позиция называлась „на коне“ и подчёркивала господство мужчины над женщиной в постели, как и в общественной жизни», — пишет Игорь Кон в исследовании «Сексуальная культура в России». Другие позиции строго наказывались по нормам пенитенциалиев. Так, например, позиция женщина сверху наказывалась покаянием от трёх до десяти лет с многочисленными ежедневными земными поклонами.

## Распространённость
Миссионерская позиция относится к наиболее популярным сексуальным позициям в мире. Ряд исследователей склонны считать её наиболее распространённой. К примеру, Альфред Кинси в своей работе «Сексуальное поведение самки человека» (англ. «Sexual Behavior in the Human Female», 1953 г.) указывает, что все опрошенные им замужние женщины использовали эту позицию чаще остальных, а 9 % из них — использовали исключительно её. Менее 10% людей, ведущих активную половую жизнь, не использовали её никогда или используют редко.
Кроме людей, эту позицию используют и представители других видов, например, шимпанзе бонобо, гориллы, а также броненосцы.

## Описание позиции
Женщина ложится на спину, а её ноги раздвинуты, и либо покоятся на той же поверхности, что и спина, либо приподняты к груди, либо обнимают мужчину. Женщина может обнимать торс мужчины обеими ногами или только одной, при этом для ног возможны различные позы:
- на верхней части коленей мужчины,
- вокруг его бёдер,
- обнимая спину или опираясь на ягодицы мужчины,
- на его плечах.

Последний вариант известен также под названием «офицерской позы» (ноги на плечах ассоциируются с погонами).
Как правило, чем выше женщина поднимает ноги, тем глубже проникновение члена при половом акте.
Мужчина ложится поверх женщины, головой к её голове, располагая ноги между её ног, при этом пах мужчины находится на уровне паха женщины. Опирание, как правило, идёт на колени и согнутые в локтях либо распрямлённые руки. Движения во время коитуса осуществляются, в основном, тазовыми фрикциями.

### Усовершенствование миссионерской позиции
Способ полового равнения в числе сексуальных позиций — это вариант миссионерской позиции. Он предназначен для проведения максимальной стимуляции клитора во время полового сношения. Половое равнение достигается при дополнении варианта «мужчина сверху» в миссионерской позиции путём совершения движений прижатия и отодвигания областей таза, выполняемых каждым партнёром в ритм проводимому половому акту.

## Достоинства и недостатки

### Достоинства миссионерской позиции
- Этот вид любовных сношений в большинстве случаев является весьма чувственным и эмоциональным как для мужчины, так и для женщины.
- Занимающиеся любовью видят вблизи выражение лица друг друга, могут смотреть в глаза друг другу, ясно слышать дыхание, вздохи, постанывания и другие звуки, усиливающие любовную страсть. Кроме того, партнёры имеют возможность целоваться.
- И мужчина, и женщина могут ласкать друг друга руками, хотя женщина в этом плане обладает большей свободой, нежели мужчина.
- Половой акт сопровождается сравнительно глубоким проникновением.
- Пах мужчины может (в зависимости от движений пары) касаться клитора женщины, стимулируя его.
- В этой позе мужчина полностью контролирует свои действия, и, следовательно, может по желанию как ускорить свой оргазм, так и длительное время удерживаться от него.
- Эта позиция не требует особенной гибкости ни от мужчины, ни от женщины.
- Занятие любовью в этой позе не утомительны, особенно для женщины, которая остаётся сравнительно расслабленной. При этом наиболее лёгким средством достижения оргазма для неё является напряжение мышц вокруг влагалища.

### Недостатки миссионерской позиции
- Мужчина в миссионерской позе либо опирается всем своим весом на женщину (что в большинстве случаев, хоть и не всегда, неприятно для неё), либо должен удерживать своё тело на весу усилиями рук и коленей, что оказывается утомительным. Таким образом, в этой позиции мужчина, как правило, быстрее устаёт, нежели в других.
- Ни одному из партнёров, как правило, неудобно ласкать клитор при помощи рук.
- В этой позиции оргазм мужчины нередко оказывается слишком быстрым (происходит преждевременная эякуляция).
- В ряде случаев может иметь негативное значение факт распространённости («общепринятости», «заезженности») позиции.

## Использование позиции в невагинальном сексе
Термин «миссионерская позиция» употребляется и при описании подобной позиции в анальном сексе, в которой партнёры также лежат лицом к лицу, причём принимающий партнёр находится снизу. Чтобы достичь правильного угла проникновения, ноги пассивного партнёра должны быть приподняты. Для облегчения вхождения ему также рекомендуется направлять рукой член пенетрирующего партнёра.
Также в миссионерской позиции женщины могут заниматься трибадизмом. Эта практика включает в себя взаимное трение вульвами партнёрш. При этом в этой позиции возможны ласки пальцами или сексуальными игрушками.

## Приматы

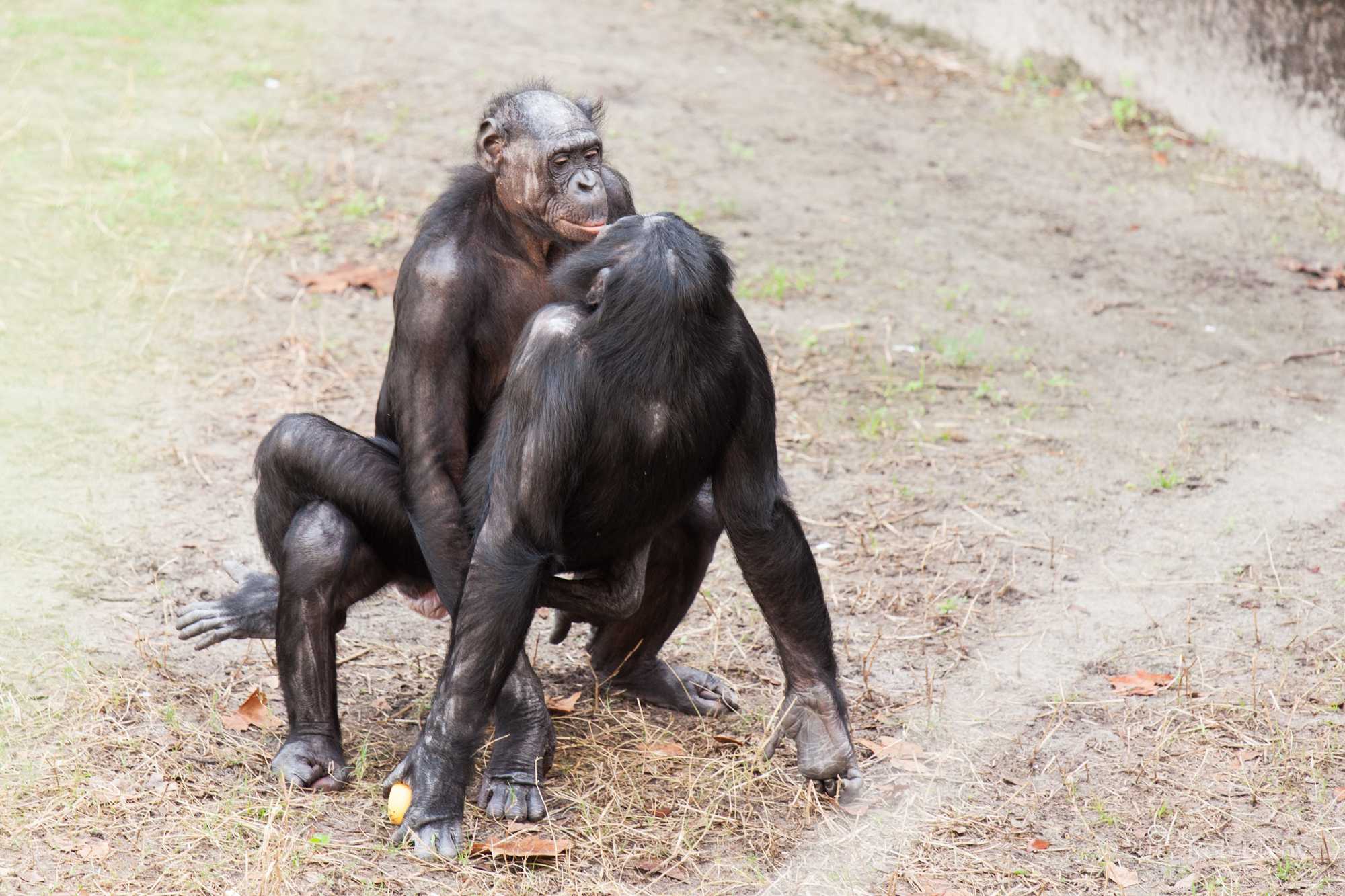
Из-за специфики анатомии половых органов самки бонобо предпочитают совершать соитие в позе «лицом к лицу».

Распространено мнение, что поза лицом к лицу свидетельствует о тонкой душевной организации цивилизованных людей. «Миссионерская» позиция
не только считалась присущей лишь виду Homo sapiens, но и рассматривалась как культурное достижение. Однако голландский этолог Франс Де Вааль указывает, что попытки отделить человеческую сексуальность от сексуальности других животных не имеют под собой научных оснований. В качестве примера он указывает на сексуальную практику шимпанзе-бонобо, для которых поза «лицом к лицу» наиболее распространена (на илл.).